# سوزوکی جی‌اس‌ایکس۱۴۰۰
سوزوکی جی‌اس‌ایکس ۱۴۰۰ (به انگلیسی: Suzuki GSX1400) یک موتورسیکلت عضلانی همراه با موتور چهارسیلندر خطی است که بین سال‌های ۲۰۰۱ تا ۲۰۰۸ توسط کمپانی سوزوکی تولید شد.
در ابتدا این موتور فقط برای ژاپن و اروپا تولید شد، در سال ۲۰۰۱ به بازار استرالیا هم رسید. اگرچه جنبشی برای تلاش برای عرضه GSX1400 در ایالات متحده و کانادا وجود داشت. این موتور در ۹۰۰۰ دور در دقیقه خط قرمز دارد. با این حال در عمل هیچ فایده‌ای ندارد که آن را از ۷۰۰۰ رد کنید زیرا این موتور دارای عملکرد ضعیف و میان رده قوی است. بدنه دریچه گاز تزریق سوخت نیز دارای سوراخ نسبتاً کوچکی است و در نهایت تنفس (و در نتیجه قدرت) موتور را در دورهای بالا محدود می‌کند، اما باز هم باعث افزایش گشتاور پایین و پاسخگویی می‌شود. تبدیل‌هایی از جمله توربوشارژ و سوپرشارژ را می‌توان برای دور زدن این محدودیت‌های تنفسی و افزایش قابل توجهی در قدرت و گشتاور اعمال کرد.
مدل‌های بازار بریتانیا در طول سال‌ها با جزئیات تغییر کردند، در مدل‌های بعدی از جمله تغییر رنگ چرخ‌ها از سفید به سیاه، برای تعویض از سیستم اگزوز ۴ به ۲ به سیستم اگزوز ۴ به ۱، و صدا خفه کن‌های اگزوز مارک یوشیمورا - اگرچه به این عنوان موجود بود. ولی آخرین مدل، تقریباً بدون تغییر به جز طرح‌های رنگی، در سال ۲۰۰۸ فروخته شد.